# Эммерсдорф-ан-дер-Донау
Эммерсдорф-ан-дер-Донау (нем. Emmersdorf an der Donau) — ярмарочная коммуна (нем. Marktgemeinde) в Австрии, в федеральной земле Нижняя Австрия. 
Входит в состав округа Мельк.  Население составляет 1759 человек (на 31 декабря 2005 года). Занимает площадь 29,81 км². Официальный код  —  31553.

## Политическая ситуация
Бургомистр коммуны — Фердинанд Брандхофер (АНП) по результатам выборов 2005 года.
Совет представителей коммуны (нем. Gemeinderat) состоит из 19 мест.
- АНП занимает 13 мест.
- СДПА занимает 6 мест.